# Rousdon
Rousdon är en by i civil parish Combpyne Rousdon, i distriktet East Devon, i grevskapet Devon i England. Byn är belägen 16 km från Honiton. Rousdon var en civil parish fram till 1939 när blev den en del av Combpyne Rousdon. Civil parish hade 41 invånare år 1931. Byn nämndes i Domedagsboken (Domesday Book) år 1086, och kallades då Done/Dune/Dona/Duna.